# 2007 TU431
2007 TU431 est un objet transneptunien, aussi classé comme centaure dans un sens étendu. Il est encore assez mal connu.

## Caractéristiques
2007 TU431 mesure environ 47 kilomètres de diamètre.